# کالوادوس (نوشیدنی)

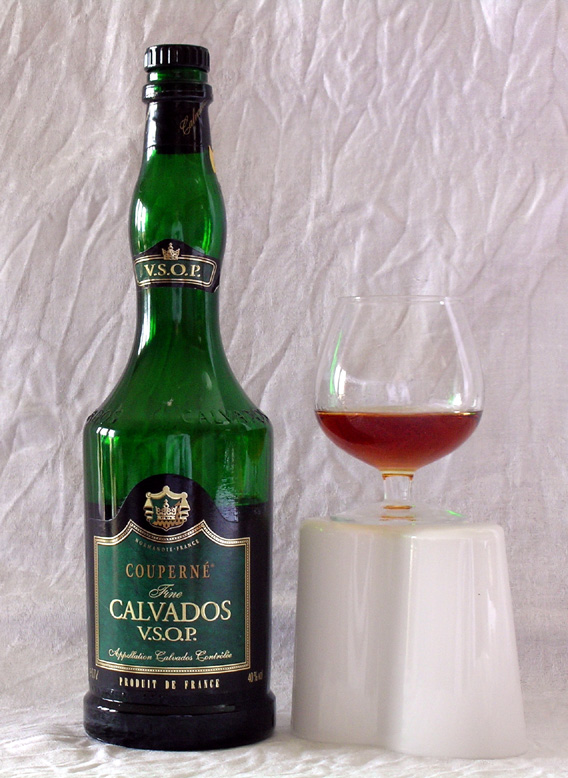
یک شیشه کالوادوس به همراه گیلاس آن.

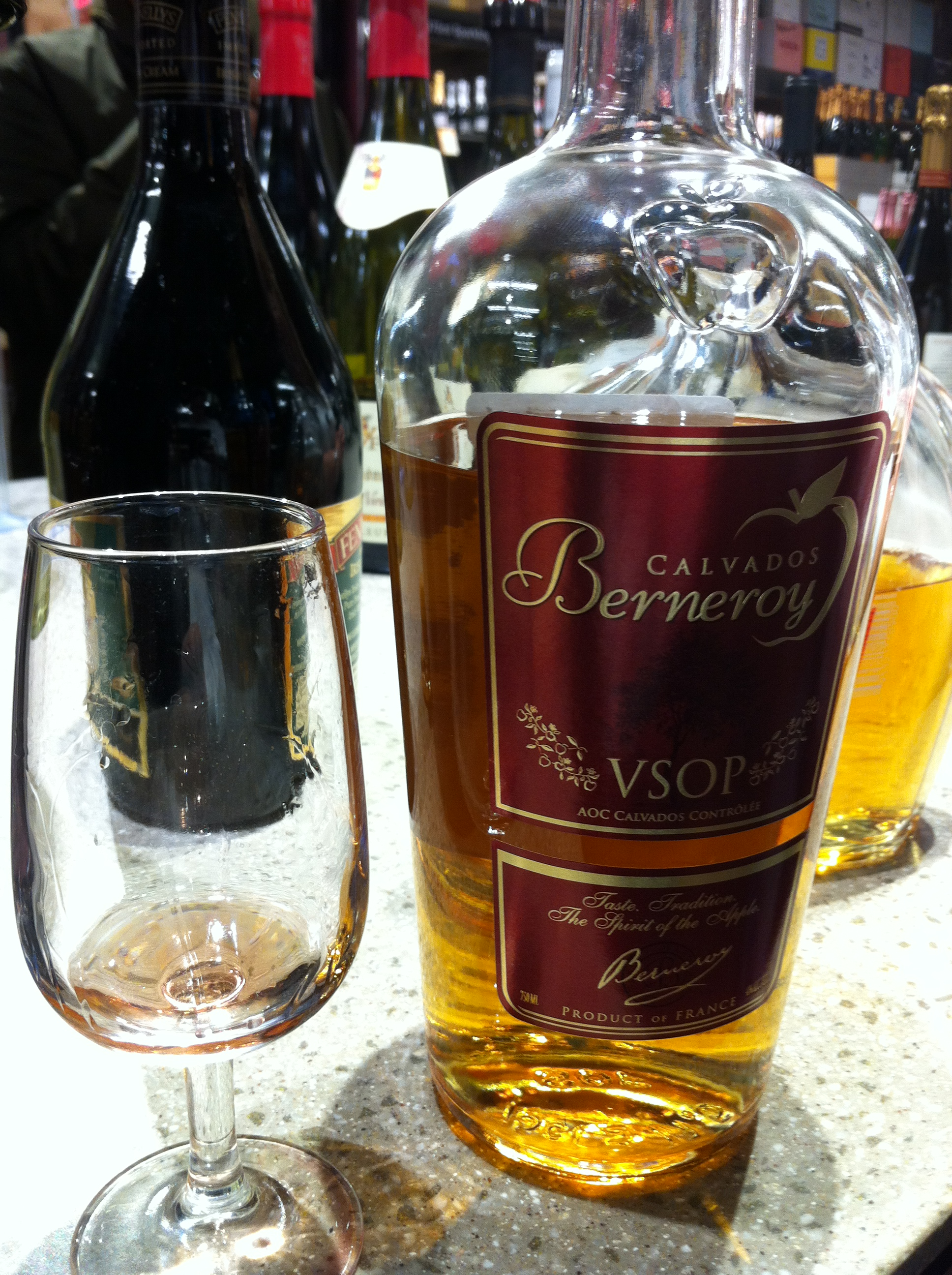
یک شیشه کالوادوس به همراه گیلاس آن.

کالوادوس، (به فرانسوی: Calvados) نام گونه‌ای برندی است که در ناحیه نرماندی سفلی، شهرستان کالوادوس در کشور فرانسه فرآوری می‌شود و به نام همین منطقه هم خوانده می‌شود. این نوشیدنی الکلی از میوه سیب تهیه می‌شود.